# Zborów (województwo świętokrzyskie)
Zborów – wieś w Polsce położona w województwie świętokrzyskim, w powiecie buskim, w gminie Solec-Zdrój
Do 1954 roku siedziba gminy Zborów. W latach 1975–1998 miejscowość należała administracyjnie do województwa kieleckiego.
Przez wieś przechodzi  czerwony szlak turystyczny z Buska-Zdroju do miejscowości Solec-Zdrój.

## Części wsi
| SIMC    | Nazwa       | Rodzaj     |
| ------- | ----------- | ---------- |
| 0271420 | Piaski      | część wsi  |
| 0271437 | Studnisko   | część wsi  |
| 1016339 | Wikliny     | przysiółek |
| 0271443 | Zawodzie    | część wsi  |
| 0271450 | Zwierzyniec | część wsi  |

## Historia
W XV w. wieś należała do uposażenia klasztoru na Świętym Krzyżu. Od XVI w. była własnością rodziny Zborowskich. W drugiej połowie XVI w. Marcin Zborowski założył zbór braci polskich.

## Zabytki
- Zespół pałacowy obejmujący pałac z XVI w., gruntownie przebudowany w 1803 r. w stylu klasycystycznym. Pozostałości pierwotnego dworu zachowały się w przyziemiu i częściowo na parterze. Ogrodzenie wraz z bramą wjazdową pochodzi z XIX w. W skład zespołu wchodzi także gorzelnia z XVIII w., spichlerz z XVIII w. oraz park z XIX w. W 1956 r. zespół pałacowy w Zborowie został wpisany do rejestru zabytków nieruchomych (nr rej.: A.70/1-6 z 2.10.1956, z 8.02.1958, z 22.06.1967 i z 3.04.2008)[8]. Od 1957 r. do 2007 r. w pałacu mieścił się Dom Pomocy Społecznej[9].

Widoki pałacu około 1936
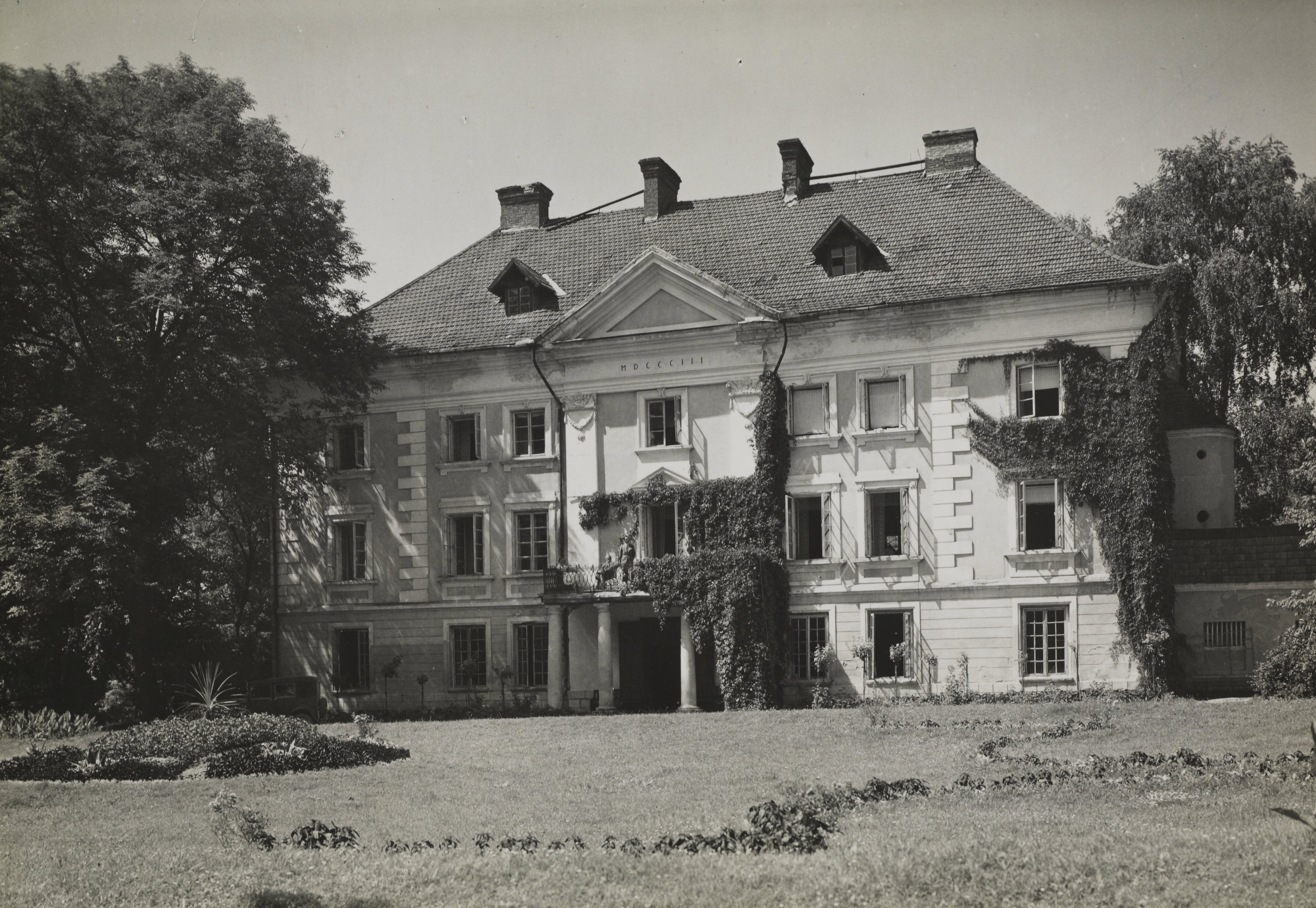
Widok ogólny
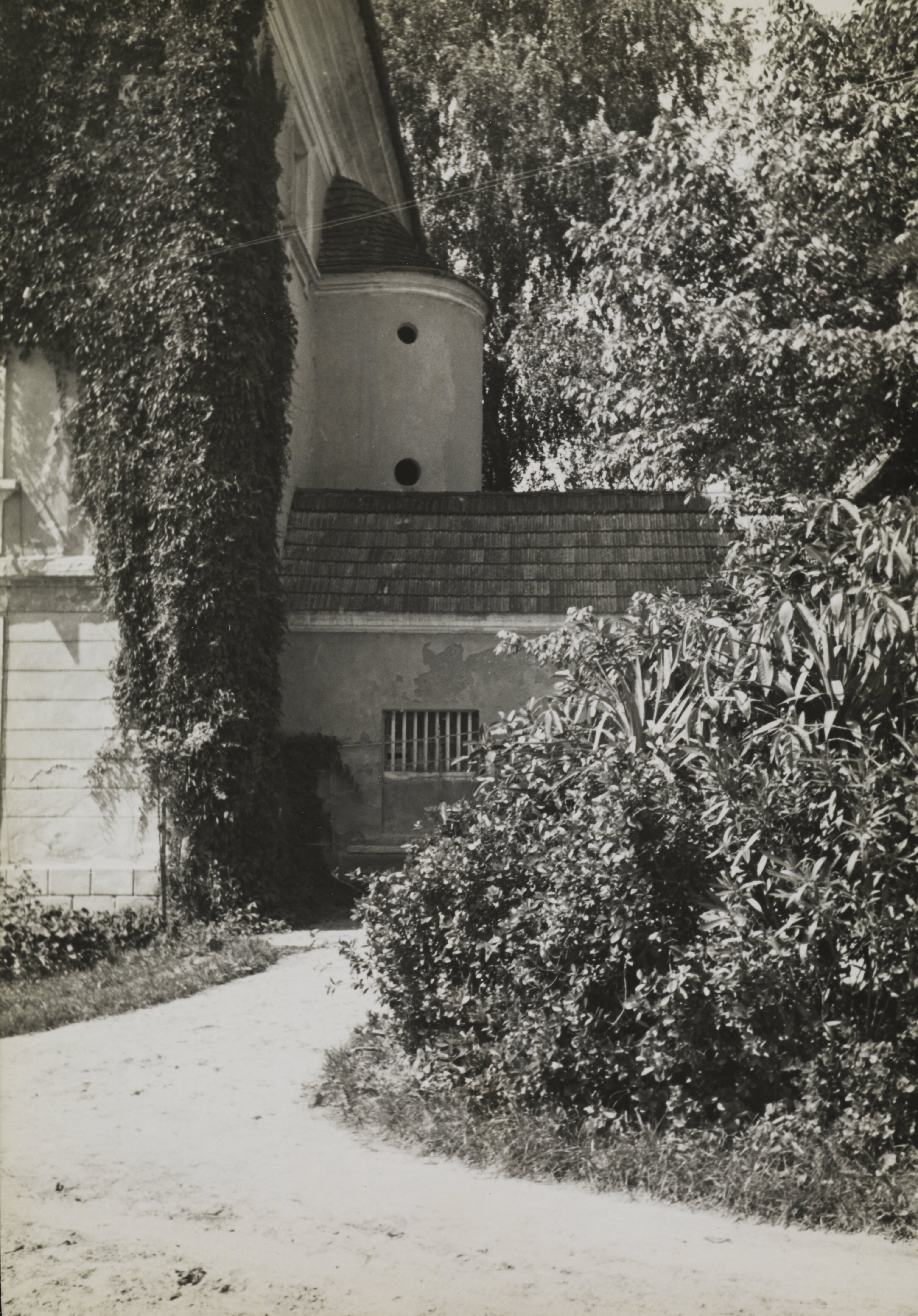
Baszta
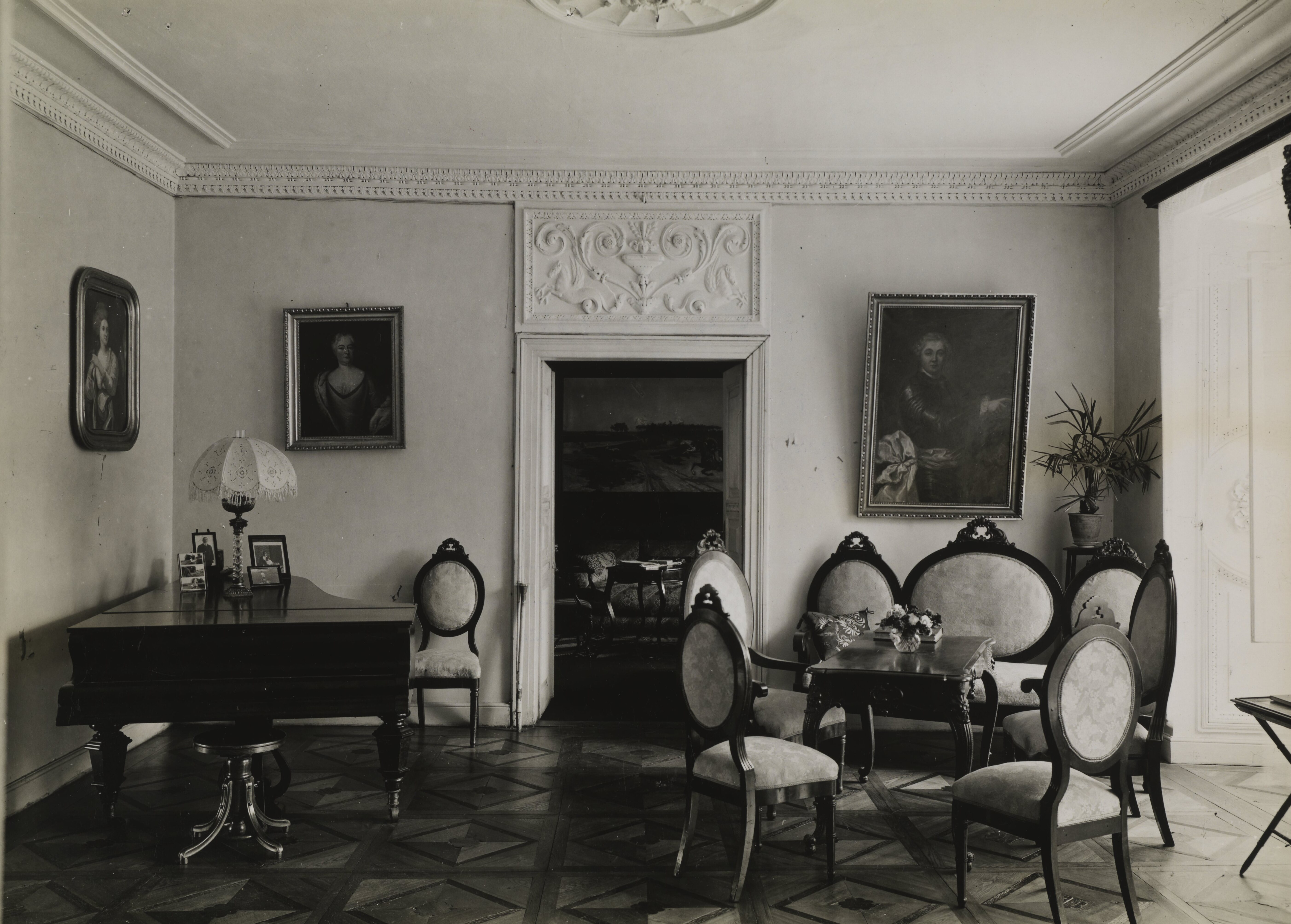
Wnętrze

## Osoby związane ze Zborowem
- Kazimierz Galus – polski działacz ludowy, żołnierz Batalionów Chłopskich.